# Popovići (żupania dubrownicko-neretwiańska)
Popovići – wieś w Chorwacji, w żupanii dubrownicko-neretwiańskiej, w gminie Konavle. W 2011 roku liczyła 236 mieszkańców.